# 24 Heures de Spa 2013
Navigation
Édition précédente Édition suivante
Les 24 Heures de Spa 2013 (2013 Total 24 Hours of Spa), disputées les 27 juillet 2013 et 28 juillet 2013 sur le Circuit de Spa-Francorchamps, sont la soixante-cinquième édition de cette épreuve. La course faisait partie de la Blancpain Endurance Series 2013.

## Course

### Classement de la course
Les voitures ne parcourant pas 70 % de la distance du gagnant sont non classées (NC).